# Nabożeństwo ekumeniczne
Nabożeństwo ekumeniczne – nabożeństwo odprawiane wspólnie między chrześcijanami różnych wyznań. 
Celem nabożeństwa (przy zachowaniu teologicznego i konfesyjnego zróżnicowania) jest, przez wspólną modlitwę, czytanie Pisma Świętego i śpiew, upraszanie Boga Ducha Świętego o udzielenie łask potrzebnych do przywrócenia jedności chrześcijan w jednym widzialnym Kościele Jezusa Chrystusa.
Nabożeństwo takie daje wiernym również okazję do wzajemnego poznania się oraz do przezwyciężania uprzedzeń i niezrozumienia.
Nabożeństwa ekumeniczne mają miejsce przy różnych okazjach, np:
- w ramach Tygodnia Powszechnej Modlitwy o Jedność Chrześcijan[2]
- modlitwa o pokój[3]
- nabożeństwo ekumeniczne przy okazji wizyt papieskich[4].